# Irene Awret
Irene Awret, ook wel bekend als Irene Spicker (Berlijn, 30 januari 1921 – Falls Church, 6 juni 2014), was een van oorsprong Duits kunstenares, schrijfster en Holocaustoverlevende.

## Leven en werk
Awret werd geboren als Irene Spicker. Ze was de jongste van drie kinderen. In verband met de Rassenwetten van Neurenberg moest ze in 1937 gedwongen de middelbare school vertalen, waarna ze een studie tekenen en schilderen begon. Rond 1939 vluchtte ze met een van haar zussen naar België, waar ze enkele jaren doorbracht. Ze zette haar studies voort en vond uiteindelijk werk als houtsculptuurrestaurateur.
In 1943 werd Awret gevangengenomen door de Gestapo, die inmiddels België bezet had. Ze werd afgevoerd naar het kamp op Kazerne Dossin. In het kamp werden kunstworkshops gehouden, waar Awret aan deelnam. Ze maakte er onder meer armbanden en borden. Ook werd ze gedwongen om portretten te maken van Nazi-officiers. In het kamp ontmoette ze Azriel Awret (1910-2011), een kunstenaar die eveneens gevangengenomen was. Na de bevrijding van Mechelen aan het einde van 1944 huwde het koppel.
Het echtpaar kreeg twee kinderen en emigreerde in 1949 naar Safed, waar de twee een kunstkolonie oprichtten.
In de jaren 1970 emigreerde het echtpaar naar de Verenigde Staten. In Awrets boek They'll Have to Catch Me First: An Artist's Coming of Age in the Third Reich (ISBN 0299188302) uit 2004 vertelde ze over haar jeugd en de tijd die ze doorbracht in het Mechelse kamp.
Awret overleed op 6 juni 2014 in Falls Church.

## Kunstwerken

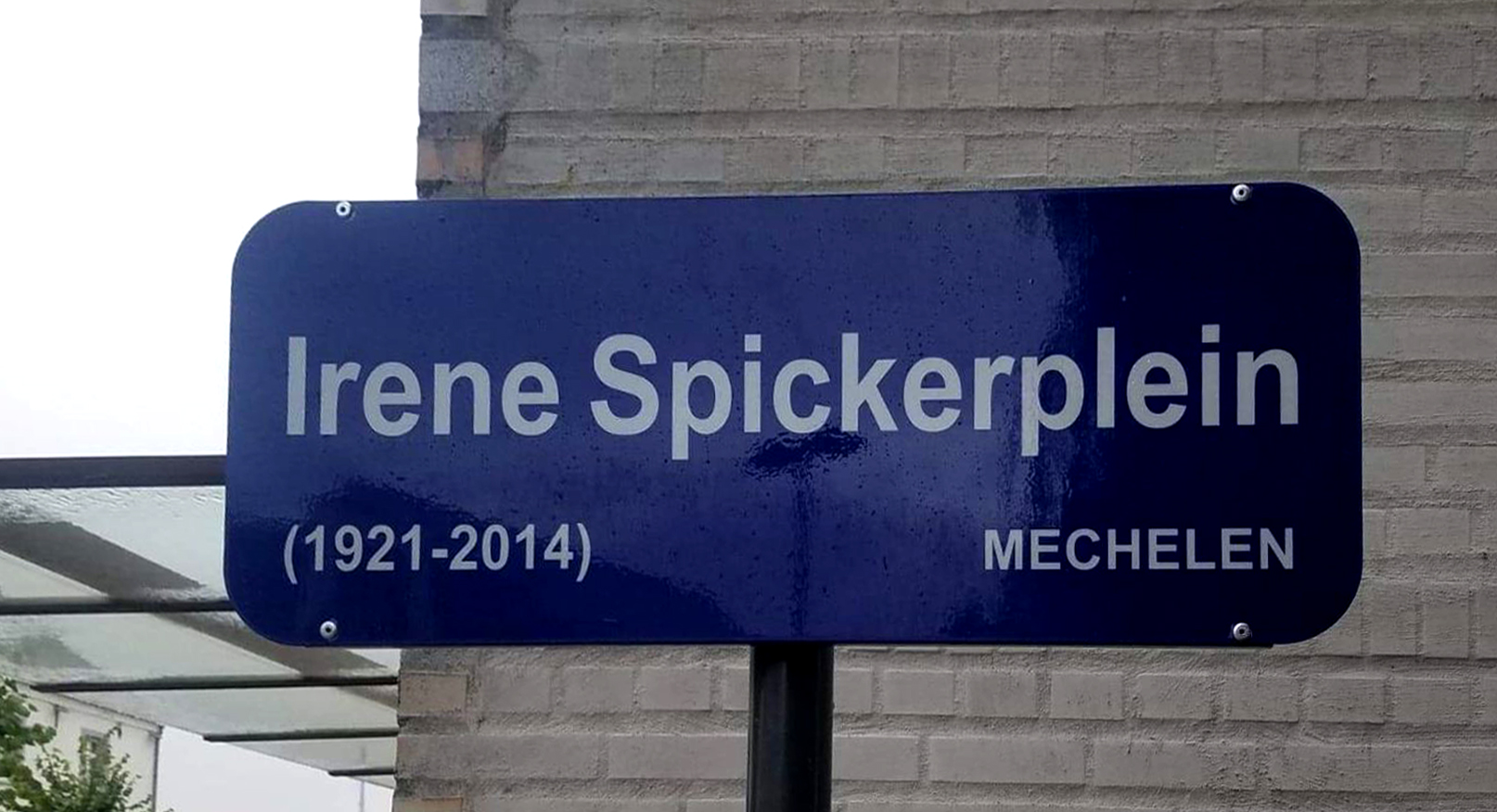
Irene Spickerplein in Mechelen (2019)

Awrets kunst is opgenomen in de collectie van het Huis van de Gettovechters en haar paspoort uit 1939 bevindt zich thans in het United States Holocaust Memorial Museum. De kunst van het echtpaar Awret is opgenomen in de collectie van Kazerne Dossin - Memoriaal, museum en documentatiecentrum over Holocaust en Mensenrechten.

## Vernoemingen
- In Mechelen is het Irene Spickerplein naar haar vernoemd.